# Tetraminó

Os 5 tetraminós livres.

O tetraminó, tetrominó ou tetriminó é formado por quatro quadrados idênticos, dispostos segundo a regra dos poliminós. A quantidade de tetraminós existente depende das regras aplicadas a sua formação. Os chamados tetraminós "livres" têm liberdade de rotação e de reflexão: uma figura e sua simétrica contam como uma só. Existem 5 tetraminós livres. Caso seja permitida a rotação, mas não a reflexão, a quantidade sobe para 7. Essas são as formas distintas que deram origem ao jogo Tetris. No caso de se proibir a rotação, existem 19 tetraminós, chamados "fixos", que existe em alguns clones de Tetris.

## Tetraminós do jogo Tetris

As 7 peças que formam o jogo Tetris são tetraminós de uma face (que podem ser rotacionados—mas não necessariamente espelhados—sem perder a identidade).

Tetraminós one-sided (com apenas um lado) podem ser rotacionados, mas não refletidos. Eles estão presentes no jogo Tetris e são massivamente associados a ele. Existem sete tetraminós com apenas um lado distintos. Desses sete, três têm simetria reflexiva: caso sejam refletidos, continuam a mesma foram. Portanto, não importa se eles são considerados livres ou com apenas um lado. Esses três tetraminós são:
- I: quatro blocos em sequência.[2]
- O: quatro blocos formando um quadrado 2x2.[3]
- T: uma sequência de três blocos com um adicionado ao abaixo do bloco central.[4]

Os outros quatro tetraminós apresentam quiralidade: quando refletidos, apresentam uma forma distinta. 
Os "poliminós L" são:
- J: uma sequência de três blocos, com um adicionado abaixo da extremidade direita.
- L: uma sequência de três blocos, com um adicionado abaixo da extremidade esquerda.

Os "poliminós S" ("skew"):
- S: duas sequências de dominós na horizontal, sendo o de cima deslocado para a direita.
- Z: duas sequências de dominós na horizontal, sendo o de cima deslocado para a esquerda.

Como tetraminós livres, J e L são equivalente, e S e Z também. No entanto, em duas dimensões e sem reflexões, não é possível transformar J em L e nem S em Z.
Esses nomes, com uma letra cada, são os utilizados para comentar e descrever os jogos de Tetris.